# Footballeur arménien de l'année

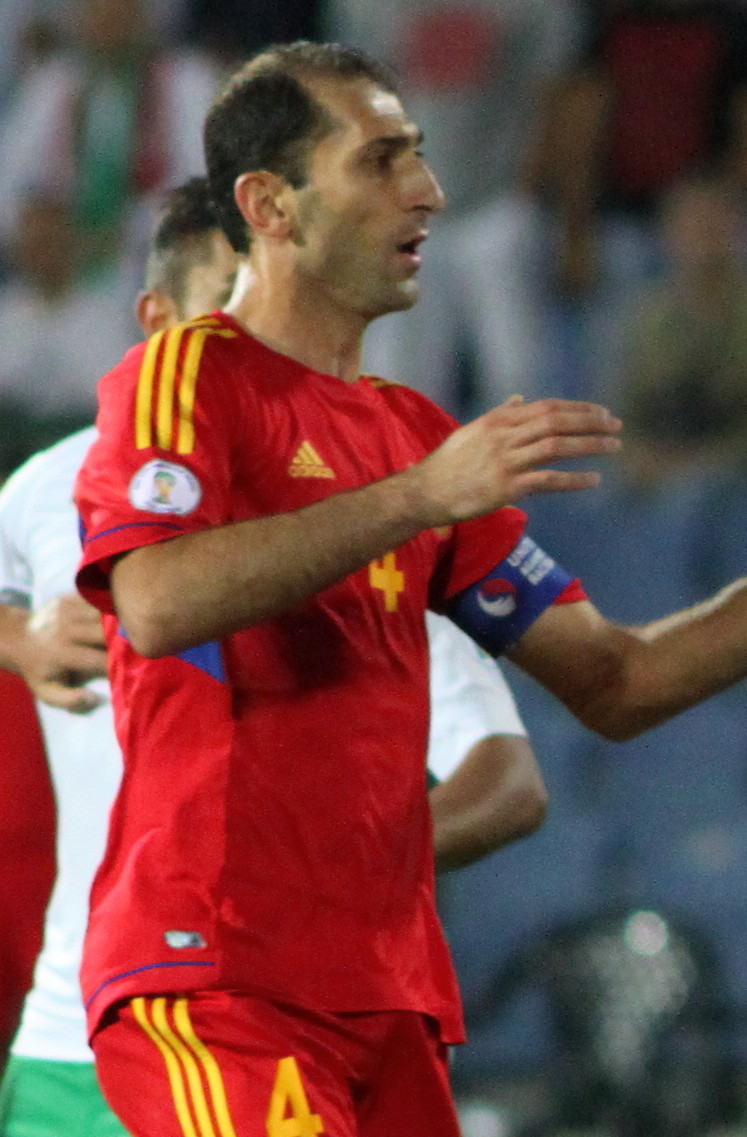
Sargis Hovsepian, lauréat en 1992, 1995 et en 2008.

Footballeur arménien de l'année (en arménien : Հայաստանի լավագույն ֆուտբոլիստ) est une distinction remise par la Fédération de football d'Arménie, depuis sa création en 1992.

## Palmarès
- 1992 : Sargis Hovsepian (1er)

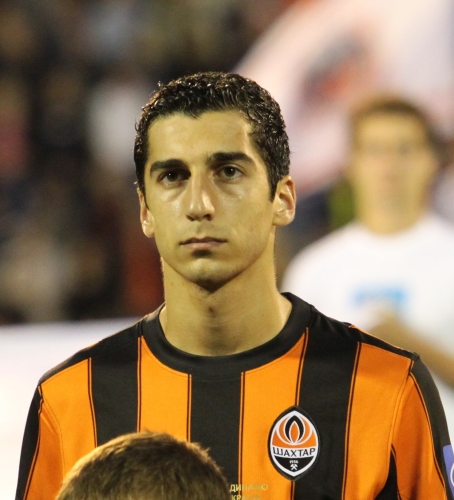
Henrikh Mkhitaryan lauréat 10 fois.

- 1993 : Armen Shahgeldian (1er)
- 1994 : Arsen Avetisian
- 1995 : Sargis Hovsepian (2e)
- 1996 : Artur Petrossian (1er)
- 1997 : Haroutioun Vardanian
- 1998 : Artur Voskanian
- 1999 : Haroutioun Abrahamian
- 2000 : Artur Petrossian (2e)
- 2001 : Vardan Minassian
- 2002 : Armen Karamian
- 2003 : Ara Hakobian[1]
- 2004 : Edgar Manucharian[1]
- 2005 : Aram Hakobian[2]
- 2006 : Armen Shahgeldian (2e)
- 2007 : Levon Pachajian[1]
- 2008 : Sargis Hovsepian[1] (3e)
- 2009 : Henrikh Mkhitaryan[3],[1]
- 2010 : Karlen Mkrtchian[4],[1]
- 2011 : Henrikh Mkhitaryan[3],[1] (2e)
- 2012 : Henrikh Mkhitaryan[1],[5] (3e)
- 2013 : Henrikh Mkhitaryan[6] (4e)
- 2014 : Henrikh Mkhitaryan[7] (5e)
- 2015 : Henrikh Mkhitaryan[8] (6e)
- 2016 : Henrikh Mkhitaryan[9] (7e)
- 2017 : Henrikh Mkhitaryan[10] (8e)
- 2018 : Marcos Pizzelli
- 2019 : Henrikh Mkhitaryan (9e)
- 2020 : Henrikh Mkhitaryan (10e)
- 2021 : Varazdat Haroyan
- 2022 : Eduard Spertsyan

## Joueurs récompensés plusieurs fois
Seuls quatre joueurs ont remporté cette récompense individuelle, au moins deux fois.
| Nombre de titres | Nom du joueur      | Années                                                     | Notes sur le joueur                              |
| ---------------- | ------------------ | ---------------------------------------------------------- | ------------------------------------------------ |
| 10               | Henrikh Mkhitaryan | 2009, 2011, 2012, 2013, 2014, 2015, 2016, 2017, 2019, 2020 | Recordman de buts en sélection d'Arménie         |
| 3                | Sargis Hovsepian   | 1992, 1995, 2008                                           | Recordman de sélections en sélection d'Arménie   |
| 2                | Artur Petrossian   | 1996, 2000                                                 | Ancien recordman des buts en sélection d'Arménie |
| 2                | Armen Shahgeldian  | 1993, 2006                                                 |                                                  |